# Anglet
Anglet (Angelu em basco) é uma comuna francesa na região administrativa da Nova Aquitânia, no departamento dos Pirenéus Atlânticos. Estende-se por uma área de 26,93 km². Em 2010 a comuna tinha 40 772 habitantes (densidade: 1 514 hab./km²).227 hab/km².